# Iyayi Atiemwen
Iyayi Believe Atiemwen (Ogbe, 24 gennaio 1996) è un calciatore nigeriano, attaccante o centrocampista dell'Al-Mina'a.

## Caratteristiche tecniche
È un centrocampista centrale.

## Carriera

### Club
Cresciuto nel settore giovanile del Bendel Insurance, nel 2016 si è trasferito al K. Erciyesspor. Dopo alcune stagioni passate nel calcio turco, il 15 febbraio 2018 ha firmato per i croati dell'HNK Gorica, militanti in 2.HNL.
Al termine della stagione guadagna la promozione in 1.HNL contribuendo con 5 reti in 13 partite.
Il 22 gennaio 2019 si è trasferito alla Dinamo Zagabria, con cui sigla un contratto quinquennale.

### Nazionale
Nel 2016 ha giocato una partita con la nazionale nigeriana Under-23.

## Statistiche
Statistiche aggiornate al 6 marzo 2019.

### Presenze e reti nei club
| Stagione          | Squadra           | Campionato        | Campionato | Campionato | Coppe nazionali | Coppe nazionali | Coppe nazionali | Coppe continentali | Coppe continentali | Coppe continentali | Altre coppe | Altre coppe | Altre coppe | Totale | Totale | Totale |
| Stagione          | Squadra           | Comp              | Pres       | Reti       | Comp            | Pres            | Reti            | Comp               | Pres               | Reti               | Comp        | Pres        | Reti        | Pres   | Reti   |        |
| ----------------- | ----------------- | ----------------- | ---------- | ---------- | --------------- | --------------- | --------------- | ------------------ | ------------------ | ------------------ | ----------- | ----------- | ----------- | ------ | ------ | ------ |
| 2015-2016         | K. Erciyesspor    | 1L                | 5          | 2          | CT              | 0               | 0               |                    | -                  | -                  |             | -           | -           | 5      | 2      |        |
| 2016-gen. 2017    | Çaykur Rizespor   | SL                | 4          | 1          | CT              | 3               | 1               |                    | -                  | -                  |             | -           | -           | 7      | 2      |        |
| gen.-giu. 2017    | Şanlıurfaspor     | 1L                | 8          | 1          | CT              | 2               | 0               |                    | -                  | -                  |             | -           | -           | 10     | 1      |        |
| 2017-gen. 2018    | Manisaspor        | 1L                | 14         | 1          | CT              | 2               | 0               |                    | -                  | -                  |             | -           | -           | 16     | 1      |        |
| gen.-giu. 2018    | HNK Gorica        | 2.HNL             | 13         | 5          | CC              | 0               | 0               |                    | -                  | -                  |             | -           | -           | 13     | 5      |        |
| 2018-gen. 2019    | HNK Gorica        | 1.HNL             | 17         | 7          | CC              | 0               | 0               |                    | -                  | -                  |             | -           | -           | 17     | 7      |        |
| Totale HNK Gorica | Totale HNK Gorica | Totale HNK Gorica | 30         | 12         |                 | 0               | 0               |                    | -                  | -                  |             | -           | -           | 30     | 12     |        |
| gen.-giu. 2019    | Dinamo Zagabria   | 1.HNL             | 4          | 1          | CC              | 0               | 0               | UEL                | 1                  | 0                  |             | -           | -           | 5      | 1      |        |
| Totale carriera   | Totale carriera   | Totale carriera   | 65         | 18         |                 | 7               | 1               |                    | 1                  | 0                  |             | -           | -           | 73     | 19     |        |

## Palmarès

### Club

#### Competizioni nazionali
- Druga hrvatska nogometna liga: 1

HNK Gorica: 2017-2018
- Supercoppa di Croazia: 1

Dinamo Zagabria: 2019
- Campionato croato: 2

Dinamo Zagabria: 2019-2020, 2020-2021
- Coppa di Croazia: 1

Dinamo Zagabria: 2020-2021
- Supercoppa di Cipro: 1

Omonia: 2021
- Coppa di Cipro: 1

Omonia: 2021-2022
- Campionato moldavo: 1

Sheriff Tiraspol: 2022-2023
- Coppa di Moldavia: 1

Sheriff Tiraspol: 2022-2023